# Alessandro D'Ottavio
Alessandro D'Ottavio, född 27 augusti 1927 i Rom, död 25 december 1988, var en italiensk boxare.
Han blev olympisk bronsmedaljör i weltervikt i boxning vid sommarspelen 1948 i London.